# Lee Harvey Oswald
Lee Harvey Oswald (New Orleans, Louisiana, 1939. október 18. – Dallas, Texas, 1963. november 24.) John F. Kennedy amerikai elnök feltételezett gyilkosa, letartóztatása után nem sokkal megölte őt Jack Ruby.

## Élete
Édesanyja a család széthullása miatt nehéz körülmények között nevelte. 13 évesen iskolakerülés miatt bekerült az Ifjúság Háza javítóintézetbe. Itt vizsgálta meg dr. Hartogs ideggyógyász főorvos, aki szerint „[…] nem valami beszédes, nem valami fogékony, […] Egy pillanatra sem szakadt el a valóságtól. […] pszichopatikus elváltozás nem áll fenn, és semmi jel nem vall pszichopatologikus elváltozásra". Zaklatott életű fiú volt. Az Ifjúság Házából anyja hazavitte New Orleansba. Itt egy darabig megint iskolába járt. Tizenöt éves korában érdeklődni kezdett a marxizmus iránt. A kilencedik osztály elvégzése után kimaradt az iskolából, és munkát vállalt. Egyik kollégája előtt magasztalta Hruscsovot, javasolta, hogy lépjenek be a kommunista pártba (amit soha nem tett meg), és egyszer azt mondta neki, legszívesebben megölné Eisenhower elnököt, amiért kizsákmányolja a munkásosztályt.
Tizenhat évesen jelentkezett a tengerészgyalogsághoz, de fiatal kora miatt visszautasították. Egy év múlva újra jelentkezett, ezúttal bevették. Mint minden önkéntes jelentkezőt, őt is megvizsgálták, hogy alkalmas-e az elitalakulatnál megkövetelt szigorú fegyelem elviselésére, a kemény katonaéletre. Oswald kis híján három esztendeig szolgált a tengerészgyalogságnál. Már csak három hónap választotta el a leszereléstől, amikor azt kérte, helyezzék tartalékos állományba. Kérését azzal indokolta, hogy gondoskodnia kell édesanyjáról, akit baleset ért. Meg is kapta a „becsülettel szolgált" elbocsátó levelet. Később ezt az elismerést visszavonták, és Oswaldot nemkívánatos elemnek minősítették, nem azért, mert rossz katona volt, hanem mert alighogy visszatért a civil életbe, a Szovjetunióba emigrált.

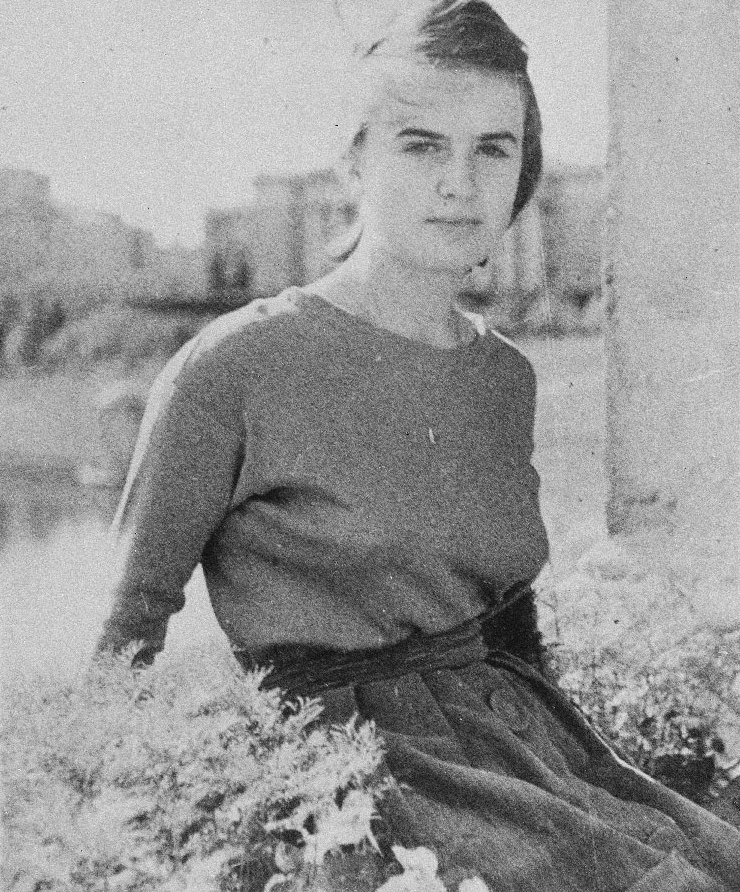
Marina Oswald

1959. október 16-án érkezett Moszkvába. A szovjet hatóságok először megtagadták tőle a tartózkodási engedélyt, ekkor öngyilkosságot kísérelt meg. Az ilyesmi riasztó jel lehet, az idegösszeomlás kezdete, de a szovjet ideggyógyászok megállapították, hogy épelméjű. Itt ismerkedett meg Marina Nyikolejavna Pruszakovával, akit 1961. április 30-án feleségül vett. 1962. június 2-án a házaspár az időközben született June nevű lányukkal átlépte a szovjet határt, vonaton Amszterdamba ment, majd innen hajóval New Yorkba.
Ezután Fort Worthben, Oswald bátyjánál laktak. A következő hónapokban jóformán állandóan költöztek: egy ideig Oswald anyjánál laktak, majd saját lakást béreltek Dallasban, de itt sem maradtak sokáig, New Orleansba mentek, majd visszatértek Dallasba. Házasságuk ez idő tájt erősen megromlott. Marina immár két kislányával elköltözött Irvingbe a barátnőjéhez, Mrs. Paine-hez. Oswald is csak két hétig maradt New Orleansban, egy rövid mexikóvárosi kirándulás után visszatért Dallasba, kivett egy szobát O. H. Lee néven Oak Cliffben, és Mrs. Paine révén álláshoz is jutott: megrendelőlap-kitöltő lett a Texasi Tankönyvlerakatnál.

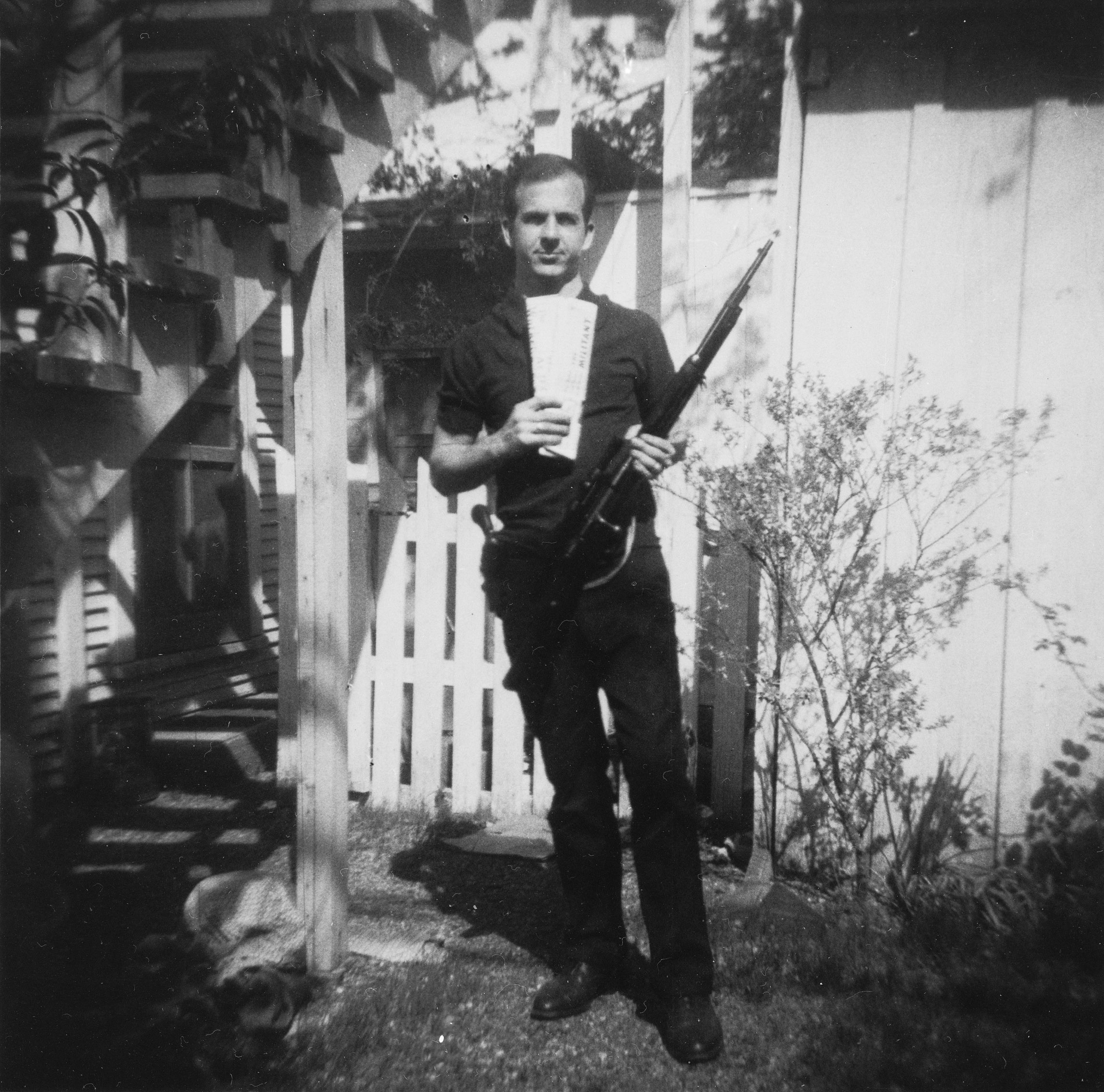
Oswald puskával a kezében 1963 márciusában

Hazatérése után az FBI tartotta szigorú megfigyelés alatt. A kubai forradalom felé fordult, és Fidel Castro híve lett. Összeverekedett az utcán néhány kubai ellenforradalmárral, s amikor letartóztatták, kérte, hogy az FBI hallgassa ki. Erről nemcsak az újságok számoltak be, hanem a New Orleans-i televízió is. Szabadon bocsátása után kétszer is megszólaltatták a rádióban: a Becsületes Elbánást Kubával Bizottság nevében nyilatkozott. Azonban itt sem állt meg. Egynémely bizonyíték arra vall, hogy a New Orleans-i Castro-ellenes földalatti mozgalomhoz is utat talált.

## A merénylet után
A Warren-jelentés hivatalos álláspontja szerint 1963. november 22-én lelőtte John Fitzgerald Kennedyt Dallasban, három lövéssel 5,6 másodperc alatt a texasi tankönyvraktár ötödik emeleti ablakából. A lövések után a rendőrség körülzárta az épületet. Marrion L. Baker rendőr berohant az épületbe Roy Truly főraktárnokkal. A lépcsőfordulóban találkoztak Oswalddal, akin az izgalom legkisebb jele sem látszott, még kifulladt sem volt. Amikor kiderült, itt dolgozik, tovább rohantak.
Oswald vásárolt egy üveg Coca-Colát, majd háborítatlanul kilépett a kapun, autóbusszal, taxival és gyalogszerrel hazament. Felvett egy világos zakót, zsebre vágta a revolverét, majd újra elment. A Warren-jelentés szerint az albérletéhez közel megállt egy rendőrautó, melynek sofőrje, J. D. Tippit felfigyelt Oswald különös viselkedésére. A jelentés szerint Oswald megállt, odasétált az autóhoz, bedugta a fejét a jobb oldali ablakon, s a legnagyobb nyugalommal beszédbe elegyedett a bent ülő rendőrrel. Körülbelül egy perc múlva kihúzta fejét az ablaknyílásból, és lassan hátrálni kezdett. Ekkor Tippit kinyitotta a kocsi ajtaját, kiszállt és megindult előre. Oswald revolvert rántott, és négy golyót eresztett bele. Tippit azonnal meghalt. Oswald ezután megindult visszafelé az utcán, aztán belógott egy moziba. (A későbbi motozásnál 14 dollárnyi készpénzt találtak nála.) Ott tartóztatták le a rendőrök a rádión kapott személyleírás alapján, amit az azonosíthatatlan 279. számú autó adott le.

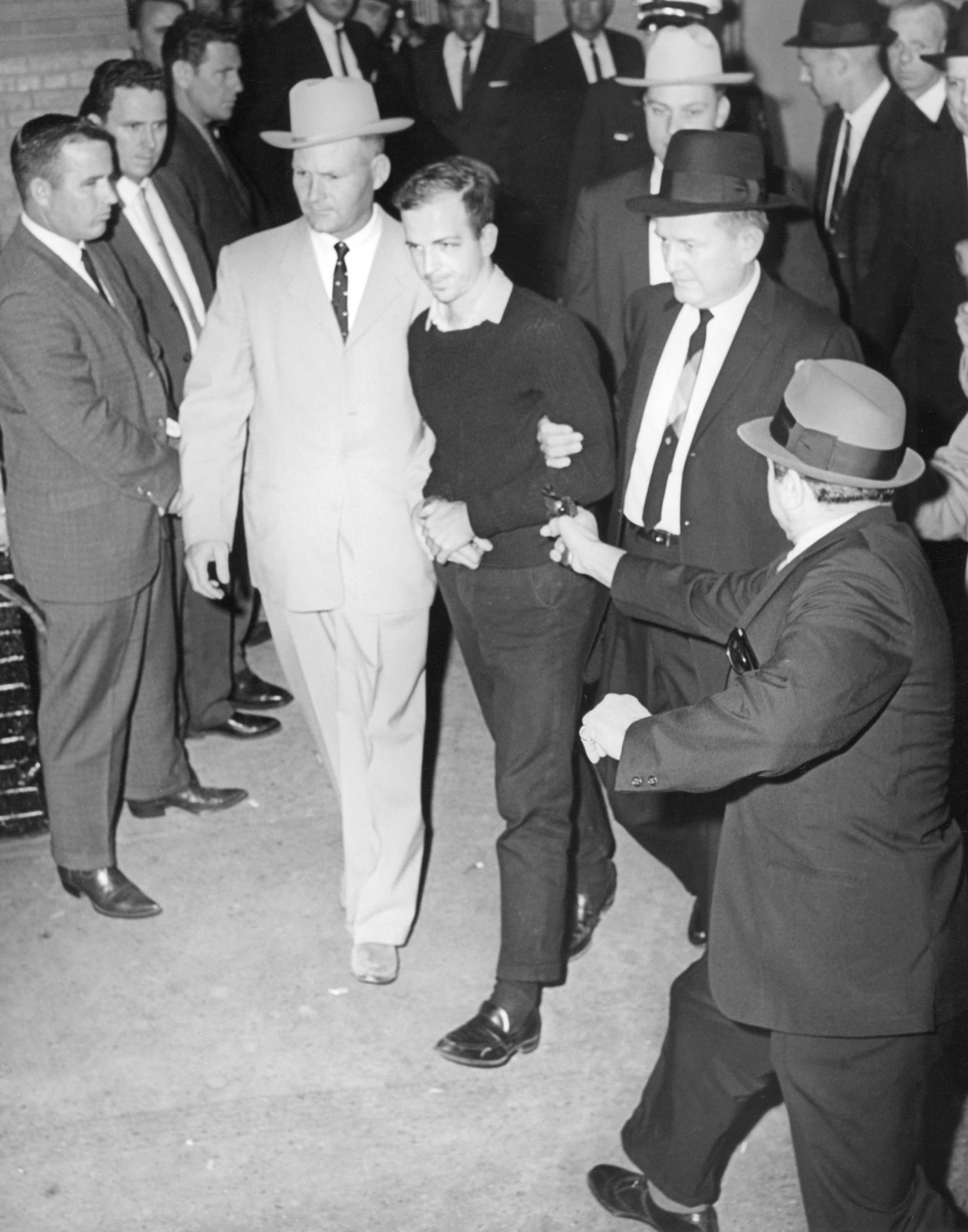
Oswald lelövése

Először Tippit meggyilkolásával vádolták, majd néhány óra múlva már az elnöki merénylet elkövetésével is. November 24-én, amikor a rendőr-főkapitányságról – az előre beharangozott időpontban – a megyei börtönbe akarták átszállítani, egy Jack Ruby nevű nightclub-tulajdonos az újságírók és rendőrök gyűrűjéből előre törve, közvetlen közelről hasba lőtte. Nem sokkal később a 24 éves Oswald a Parkland kórházban belehalt sérülésébe. Utolsó mondata így hangzott: „Csak balek vagyok.” ("I am just a patsy"). Ez volt az első gyilkosság, amit élőben közvetített a tévé. Rubyt halálra ítélték, de nem végezték ki, miközben újratárgyalták az ügyét, tüdőembóliában meghalt.
Egyes feltételezések szerint nem magányos merénylő volt, ahogyan a jelentés állítja, sőt Rubyt is ismerte, bár anyagi viszonyai nem igazolták bérgyilkos mivoltát sem. Céllövőbajnokokkal sem sikerült rekonstruálni teljesítményét. 12 órás kihallgatásáról nem maradt fenn szó szerinti jegyzőkönyv, emiatt a „dallasi rendőrség” szitokszóvá vált bizonyos körökben.

## A Walker elleni merényletkísérlet
Ifjabb James P. Hosty szerint (akihez az Oswald-ügy tartozott) még csak erőszakos cselekményt sem követett el soha. Első nyílt, erőszakos cselekedete a szélsőjobboldali Edwin A. Walker tábornok ellen irányult. Felesége szerint tervszerűen készült erre a merényletre. Fotókat készített Walker házáról és szomszédságáról, megtervezte a menekülési útvonalat. 1963. április 10-én este Walker tábornok az íróasztalánál ült. Majdnem minden szobában égett a lámpa, s a redőnyöket még nem eresztették le. Walker háttal ült az ablaknak, kitűnő célpont a jól kivilágított szobában. Kilenc óra tájt lőttek rá. A golyó átlyukasztotta az ablaküveget, elsüvített Walker feje fölött, és a falba csapódott.
A Warren-jelentés szerint a merényletnek nem volt szemtanúja, holott a valóságban volt. Egy 14 éves fiú azt vallotta a rendőrségen, hogy két férfit látott nyomban a lövések után. Mindegyikük beült a saját kocsijába és elhajtott. Két nappal a merénylet előtt Walker bejelentette a rendőrségnek, egyik barátja két férfit látott ólálkodni a ház körül. Vallomásában elmondta, hogy közvetlenül a lövés után feltűnt neki egy autó, mely éppen időben érkezhetett ahhoz, hogy felvegye a menekülni kívánó merénylőt. Ha az orvtámadónak autója volt, az kétfélét jelenthet: vagy azt, hogy nem Oswald volt a támadó, vagy azt, hogy nem egyedül hajtotta végre a tettét. Oswald ugyanis nem tudott autót vezetni.

## Érdekességek
- Noha a Szovjetunióba disszidált, és ott le akart mondani amerikai állampolgárságáról, s noha a tengerészgyalogságnál szerzett értesülései alapján értékes katonai adatokat is kiszolgáltathatott az oroszoknak, az Egyesült Államok kormánya, furcsa módon, semmit sem tett. Oswaldot nem tartóztatták le, nem emeltek ellene vádat sem kémkedés, sem egyéb hazaáruló tevékenység miatt.
- Egy ízben letartóztatták: Castro-párti röpcédula-osztogatás közben összeverekedett kubai ellenforradalmárokkal. Rendzavarás miatt rendőrségi fogdába került, ahol kérte, hogy az FBI hallgassa ki, ami meglehetősen szokatlan kérés egy marxistától. Még szokatlanabb, hogy valóban felhívták a helyi FBI-t, és John L. Quigley nyomozó el is ment Oswaldhoz a rendőrségre.
- Nem sokkal ezután útlevelet kért. Úti céljául többek között Lengyelországot és a Szovjetuniót jelölte meg. Mint utóbb kiderült, Kubába akart menni. 24 óra alatt megkapta az útlevelét.
- Oswald a tengerészgyalogságnál éppen csak hogy megfelelt minősítést ért el lövészetben (1 ponttal kevesebbel nem felelt volna meg). Elhibázta a mozdulatlan, kivilágított Warren ezredest. A Kennedy-gyilkosság későbbi rekonstrukciói során (álló célpontra) mesterlövészek, valamint Hammerl László (1964-es tokiói olimpia bajnoka) sem tudták megismételni Oswald állítólagos 5,6 másodperces teljesítményét.